# 悪の帝国 (物語)
悪の帝国（あくのていこく）とは、物語の主な敵役となり、世界を支配したり特定の集団を征服したりすることを目的とした、通常は邪悪な皇帝や女帝によって支配されている技術的に進んだ国家であるというスペキュレイティブ・フィクションの類型である。彼らに対抗するのは、より一般的な出自のヒーロー（貴族階級や上流階級ではない民衆の代表となるような出自）で、自身の策略や地下活動のレジスタンスの助けを借りて、悪の帝国に立ち向かう。よく知られている例としては、スター・ウォーズシリーズに登場する銀河帝国が挙げられる。この銀河帝国は、博愛的な銀河共和国が崩壊した後に、共和制から帝政へと移行することで誕生し、ルーク・スカイウォーカーが戦いを繰り広げる相手となる。また、『デューン』に登場する銀河帝国は、皇帝がアトレイデス家の崩壊を企て、ポール・アトレイデスがこれに立ち向かうことになる。また、このテーマはビデオゲームにもよく登場し、例えばファイナルファンタジーシリーズでは、『スター・ウォーズ』に影響を受けた『ファイナルファンタジーII』から始まり、『ファイナルファンタジーVI』ではゲストラ帝国という形で大きな役割を果たすようになった。

## 特徴
ファンタジーにおける悪の帝国は、テクノロジーや機械化を多用し、自然との共存を拒み、代わりに自然を破壊したり搾取したりする強大な軍事国家（帝政国家）として描かれることが多い。物語の主人公は、エンドアのイウォークやアラキスのサンドワームのように、その世界や土地における自然の要素を利用して帝国と戦う。帝国が打倒されると、世界は自然の状態に戻る。このような一連の展開はしばしば、世界的な超大国の怠慢によって引き起こされる現代の環境問題のメタファーとなっている場合もある。

## 例
「帝国」の名を冠し、「皇帝」や「帝王」によって統治される「悪の帝国」は、特撮やアニメ、ゲームにおいて多くみられる。
逆に「連邦」「共和国」「王国」「公国」などである例は少ない。

### 映画
- 銀河帝国

### 特撮
- ネロス帝国：「帝国」の名は冠するが、国家ではなく犯罪組織。
- クライシス帝国
- 機械帝国ブラックマグマ
- マシン帝国バラノイア
- 機械禦鏖帝国マトリンティス
- キカイ帝国メカリアス

### マンガ
- 木星帝国：主人公と敵対するうえでの悪。

### アニメ
- 恐竜帝国
- 百鬼帝国
- ボアザン星間帝国
- ザンスカール帝国：主人公たちと敵対し幾度となく戦うが、完全な悪ではない。
- 機械化帝国
- 機械帝国ガルファ
- 妖怪帝国：正確には、帝国樹立を目論む妖怪集団。
- 統一帝国ギガノス
- ムゲ帝国

## 政治での使用
「悪の帝国」という概念は、スターウォーズから流用されたもので、ロナルド・レーガン米国大統領（当時）が1983年に行った「悪の帝国」演説でソ連を「悪の帝国（evil empire）」と表現したことで、米ソの軍拡競争を劇的に盛り上げることとなった。

## 参照
- 悪の企業
- 銀河帝国
- 帝国主義